# Leslie Mezei
Leslie Mezei, né le 9 juillet 1931 en Hongrie, a été professeur d'informatique à l’Université de Toronto. Il est aussi un des premiers artistes de l’art informatique. Il réside aujourd’hui à Toronto.

## Biographie
Survivant de la Shoah, Leslie Mezei arrive au Canada comme orphelin de guerre, adopté par une famille de Montréal. Il obtient un baccalauréat en mathématiques et physique de l'Université McGill, puis déménage à Toronto en 1952 où il obtient une maîtrise en physique en 1954. Il restera à l'Université de Toronto comme assistant, puis en tant que professeur de 1964 à 1978.

### Carrière en art
Dès 1966, Leslie Mezei s'impose comme un pionnier de l'art informatique en développant des programmes à visées artistiques et deux langages informatiques, SPARTA et ARTA. Il fonde en 1967 le Computer Graphics Group qui deviendra le Dynamic Graphics Project à partir de 1964, un laboratoire de recherche interdisciplinaire à l'Université de Toronto qui regroupe à cette époque des artistes tels que Bill Buxon et Frieder Nake. 
En 1968, l'Institute of Contemporary Arts (ICA) de Londres organise l’une des premières expositions sur l'art informatique intitulée Cybernetic Serendipity qui présente des œuvres des artistes Gordon Pask, Nam June Paik, Edward Ihnatowicz et Leslie Mezei.

### Aujourd'hui
Depuis la mort de sa femme Anna, en 1977, Leslie Mezei s'est tourné vers la spiritualité et devient un fervent organisateur d'activités pour la paix, l'unité et la pluralité. Il a fondé à Toronto l'Interfaith Unity News.

## Œuvres
- Oh Canada, 1967
- Beaver Scaled, 1967

## Expositions
- 1967, Computer Art and Animation, Stable Gallery, Musée des beaux-arts de Montréal
- 1968, ComputerArt, Dům umění města Brna, Brno[7]
- 1970, Impulse Computerkunst: Graphik, Plastik, Musik, Film, Kunstverein München, Munich

## Publications
- “Artistic Design by Computer” in Computers and Automation, vol. 13, no. 8, août 1964, p. 12–15[8]
- With Arnold Rockmann, “The Electronic Computer as an Artist,” in Canadian Art Magazine, vol. 21, no. 6, 1964, p. 365–367
- “Computers and the Visual Arts,” in Computers and the Humanities, 2, 1967, p. 41–42